# Castaway Angels
Castaway Angels è un singolo del gruppo musicale norvegese Leprous, pubblicato il 4 dicembre 2020 come primo estratto dal settimo album in studio Aphelion.

## Descrizione
Il brano è nato da una breve sessione di scrittura che ha visto coinvolti il cantante Einar Solberg e il chitarrista Tor Oddmund Suhrke, venendo in seguito registrato con i restanti componenti del gruppo nell'estate del 2020 presso gli Ocean Sound Recordings di Giske. Come spiegato da Solberg, Castaway Angels è stato registrato in presa diretta e in una sola sessione dopo che i Leprous l'hanno provata per un'intera serata.

## Video musicale
Il video, reso disponibile in concomitanza con il lancio del singolo, è stato diretto da Tobias Hole Aasgaarden e mostra il gruppo eseguire il brano in studio.

## Tracce
Testi di Einar Solberg, musiche di Einar Solberg, Tor Oddmund Suhrke e Leprous.
1. Castaway Angels – 4:55

## Formazione
Gruppo
- Einar Solberg – voce, tastiera
- Tor Oddmund Suhrke – chitarra
- Robin Ognedal – chitarra
- Simen Børven – basso
- Baard Kolstad – batteria

Altri musicisti
- Raphael Weinroth-Browne – violoncello
- Chris Baum – violino

Produzione
- Einar Solberg – produzione
- Henning Svoren – produzione, registrazione
- Anders Boska – produzione, registrazione
- Leprous – produzione
- Adam Noble – missaggio
- Robin Schmidt – mastering